# Csaba Horváth
Csaba Horváth, né le 7 avril 1971 à Budapest, est un céiste hongrois pratiquant la course en ligne.

## Palmarès

### Jeux olympiques
- Médaille d'or aux Jeux olympiques de 1996 à Atlanta en C-2 500 m avec György Kolonics.
- Médaille de bronze aux Jeux olympiques d'été de 1996 à Atlanta en C-2 1 000 m avec György Kolonics[1].